# Codage Manchester différentiel
Le codage Manchester Differentiel est utilisé dans les réseaux informatiques pour injecter sur le média physique (couche 1 du modèle OSI) les valeurs logiques correspondant au flux d'entrée.

## Règles de codage
| Valeurs à coder | Valeurs transmise                                                           |
| --------------- | --------------------------------------------------------------------------- |
| 0 logique       | Transition dans le même sens que la précédente au début de l'intervalle.    |
| 1 logique       | Transition dans le sens inverse de la précédente au milieu de l'intervalle. |

### Utilisation
Token Ring
Lonworks

### Avantages
Mise en œuvre simple, codage et décodage facile, pas de composante continue (donc pas de perte de synchronisation sur les suites de symboles identiques).
Ce sont les transitions du signal et non pas ses états qui représentent les bits transmis, il est donc insensible aux inversions de fils dans le câblage du réseau.

### Inconvénients
Bande passante consommée importante.